# Марьевка (Октябрьский район, Ростовская область)
Ма́рьевка — хутор в Октябрьском районе Ростовской области. Входит в Краснокутское сельское поселение.

## География

### Улицы
| - ул. Абрикосовая, - ул. Балочная, - ул. Вишневая, - ул. Заречная, - ул. Калинина, | - ул. Колодезная, - ул. Новая, - ул. Парковая, - ул. Родниковая, - ул. Садовая. |

## Население
| 2010 |
| ---- |
| 320  |